# Monocentropus longimanus
Monocentropus longimanus é uma espécie de aranha pertencente à família Theraphosidae (tarântulas).